# メガロマニア (漫画)
『メガロマニア』は、檜山大輔による日本の漫画作品。『ガンガンパワード』（スクウェア・エニックス）にて2007年から2009年まで連載された。単行本は全4巻。

## あらすじ
人間と亜人（あじん）と呼ばれる種族が住む世界。亜人は奴隷として人間に造られた人造生命で、前世紀の末となる15年前に起きた東南戦争により奴隷制が廃止された後もスラムに押し込まれ人に使役され続けていた。警視寮特務二課で務めるカノンは人間と亜人の混血児であり、人間と亜人が差別なく生きていくことを願い、両者の対立や差別に巻き込まれながらも日々の勤務に励む。

## 登場人物

### 警視寮特務二課
元東部連合の首都イースト・サイドにおける亜人の関わる犯罪捜査を行う部署。凶悪犯罪を取り締まる一課とは別に地域課のサポートのため番所勤務を命じられている。作中では二課は落ちこぼれの吹き溜まりとして扱われている。
カノン・パッサカリア
警視寮特務二課第八号番所勤務の三等巡羅。人間と亜人の混血児であり、最強と言われている鬼の血を継ぐ。基本的には温厚な性格で争いを好まず、人間と亜人が差別なく生きていくことを願っている。ややドジっ子であり、歯に衣着せぬ物言いをすることも。拳法使い。怒ると鬼の血が現れ、驚異的な戦闘能力を発揮するが、暴走し理性を失うこともあり、過去に自身の能力を制御しきれず、自身を迫害していた者達を皆殺しにしてしまったトラウマを持つ。ヨハンに対して好意を抱いているが、ヨハンからは部下としてしか見られていない。料理はあまり上手くないらしい。母親も警官であった。
ヨハン・バッヘンベル
警視寮特務二課第八号番所勤務の巡羅長。カノンの上司であり、普段はカノンに対してぶっきら棒な物言いをするが、要所要所でサポートに回っており面倒見がいい。元特務一課のエリート。スラムの孤児院出身で差別をなくしたいと願っている。腰痛持ち。何故か妙な食べ物ばかりを買ってくる。喫煙者だったが現在は禁煙している。
レベッカ・クラーク
警視寮特務二課第八号番所勤務の巡羅。情報収集や潜入捜査を得意とし、カノンも知らない亜人の隠語を解読することもできる。正体はカノンを監視するために送り込まれた一課の密偵。関西弁を話す。可愛いものが好きでメリーのことを気に入っている。喫煙者。
コールリッジ・テイラー
警視寮特務二課第八号番所所長。階級は警部。強面だが、肝っ玉は小さい。東南戦争の時に負った無数の傷が顔にある。
メリー・ウィドウ
イズナと呼ばれる希少種の亜人。売買目的のマフィアに追われていた所をカノン達により助けられ、特務二課で保護されている。人間不信であるがカノンらに対しては心を開いている。食いしん坊。姉がいたが、メリーを庇いマフィアに囚われ売買されてしまい、行方不明となっている。
カルロ
警視寮特務二課第八号番所の職員。食中毒で休職中とされ、作中では名前のみの登場。第6話の扉絵で顔が確認できる。

### 警視寮特務一課
亜人によるテロや凶悪犯罪を取り締まる武装警察隊。
ハンス
特務一課のエリート。ヨハンの元同僚であり、彼と同様にスラムの孤児院出身であるが、自らの養母である亜人が麻薬の売人であったことを一課の任務中に知り、亜人に対して強硬な姿勢を取るようになる。ヨハンの事は一目置いているものの、亜人に対する考え方の違いから現在では距離がある。
タンホイザー
赤鼻の大男。亜人に対して強い差別意識を持つ。強面だが、ハンス曰く「見かけによらず役に立たない」。

### イースト・サイドの住人
ピエール
刑事課の大警部。亜人に対して差別意識を持つ。実は愛妻家。
リッチー・リッチ・ジュニア
ハプテマス教の牧師で人種差別撤廃運動の有力な指導者。救貧院の経営なども行う。亜人の人にはない長所短所を理解しており、両者が共存できる道を模索している。アンタイルの養父でもあり、彼の脱獄後は匿っていた。
アクバル
亜人解放運動の実質的な指導者。差別撤廃のため、リッチとの連携を模索するが、人と亜人が融和することを快く思わないリトルに目を付けられ、彼の命を受けたスカーレットによりリッチと共に暗殺される。
ヤルル
アクバルの孫娘、助手。リッチ、アクバルの暗殺後、捜査に非協力的な警察への抗議デモを主導するが、リトルにより仕組まれた凶弾に倒れる。
ロワーノ・カンパネラ
麻薬や保護動物の密売などを行うマフィア、「カンパネラ・ファミリー」のボス。メリーを捕らえ、売買しようとしていた。
ジョージ・アンタイル
カマイタチの亜人。女性を切り刻むことを好む通り魔。東南戦争の際、味方を裏切り一隊を壊滅させた後、服役していたが脱獄。リッチ牧師の救貧院の出身で、ハプテマス教の教えを誤った方向に解釈し、凶行に及んでいた。リッチ曰く根はいい子だったが、東南戦争で人を切り刻む機会を得たことでカマイタチとしての本能を制御できなくなった。カノンに敗れ、逮捕されるが、カノンの強さを気に入り、カノンを切り刻むことを目標にするようになる。
逮捕後、ほどなく再び脱獄し、リッチに匿われていた。リッチがリトル一味に暗殺された後はリトル一味への復讐を決意する。

### リトル一味
リトル・アール・リトル
テロ組織を裏から支援する亜人。謎の多い人物で特務一課とも繋がりがあるとされる。「人も亜人もそろってクズだが、ならば平等であるべき」との思想の持ち主で、世界の仕組みを変えることを目標としており、人と亜人間で戦争を起こすことを画策している。
謎の女
リトルと共に行動する謎の人物。カノンと似た容姿、声を持つ。最終話でカノンの姉妹であることが示唆される。
ハルトマン
リトルの仲間。剣術に長ける。リトルに対してもタメ口で話すため、古参の仲間であると推測されるが、ハルトマンはリトルの事を自分も含め誰も信用していない人物であると考えている。
スカーレット
リトルの仲間。黒猫の形に姿を変えることができる。諜報活動が得意。
モーリス・グリーン
亜人差別撤廃を掲げる過激派の団体、亜人解放戦線のメンバー。刑務所に収容されている仲間の解放を要求するため、人質を取り銀行に立て籠もる。

### コロッセウム
八番街にある闘技場。亜人の犯罪者や債務者同士を戦わせて賭博の対象にしている。
ティガ・ドートリッシュ
コロッセウムで不動のチャンプとされるイースト・サイド最強の闘技師。生粋の戦闘種族であるとされる人虎。他の闘技師と違い、生まれた時からコロッセウムで過ごしていたが、リアムと知り合い脱走を決意する。不器用だが根はやさしい性格。
リアム・タンブラン
人虎の少女。南部の出身で、父親が麻薬のプランテーションで働いていたため、僅か14歳でコロッセウムに連れてこられた。彼女の境遇を不憫に思ったリンの意向でティガに弟子入りし、戦闘技術を学ぶ。ティガ、リンと共にコロッセウムを脱走。
リン・シーレン
ウマの亜人。ティガの自称恋人でおかま。スリで捕まり、コロッセウムに連れてこられた。面倒見のいい性格で、ティガの心の支えとなっていたが、コロッセウムを脱走した際、リアムを庇い死亡。

## 単行本
1. 2007年12月22日発行、ISBN 4-75-752182-0
2. 2008年4月22日発行、ISBN 4-75-752265-7
3. 2008年10月22日発行、ISBN 4-75-752403-X
4. 2009年4月22日発行、ISBN 4-75-752540-0